# Samarkand Challenger 2015
Il Samarkand Challenger 2015 è stato un torneo di tennis facente parte della categoria ATP Challenger Tour nell'ambito dell'ATP Challenger Tour 2014. È stata la 19ª edizione del torneo che si è giocata a Samarcanda in Uzbekistan dall'11 al 17 maggio 2015 su campi in terra rossa e aveva un montepremi di $50,000.

## Vincitori

### Singolare
Teimuraz Gabashvili ha battuto in finale  Yuki Bhambri con il punteggio di 6–3, 6–1

### Doppio
Sergey Betov /  Michail Elgin hanno battuto in finale  Laslo Đere /  Peđa Krstin con il punteggio di 6–4, 6–3